# Liste lateinischer Phrasen/H

## Habeas/Habeat
Habeas corpus.
„Man soll die Person festhalten.“ – Eine Inhaftierung muss begründet werden. Mit diesen beiden Wörtern beginnen mehrere mittelalterliche englische Gesetzestexte, etwa in dem Sinne, dass ein Inhaftierter in persona einem Gericht zugeführt werden muss. Kodifiziert wurde dieser Rechtsgrundsatz in der Habeas-Corpus-Akte von 1679 unter König Karl II. von England.
Habeas tibi.
„Behalt es für dich.“ – Plautus: Stichus 615
Habeat sibi.
„Er mag es (seinen Willen) haben.“ – „Meinetwegen!“ – Terenz, Andria IV.1
„Soll sie es (das Pfand) für sich behalten!“ – Vulgata, Gen 38,23  (bei Luther wörtlich: „Sie habs jr“ [= ihr] – Juda hat einer vermeintlichen Hure ein Pfand überlassen und will es nun mit einem Ziegenbock auslösen. Die Frau ist aber nicht mehr aufzufinden, und Juda sagt diesen Satz.

## Habemus/Habent

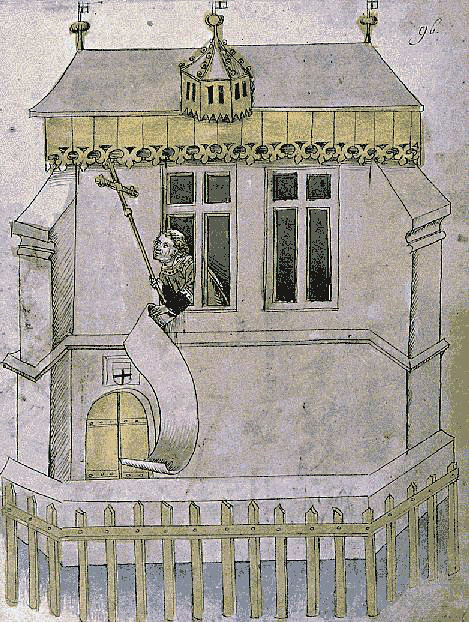
Habemus Papam, 1415

Habemus confitentem reum.
„Wir haben einen geständigen Angeklagten.“ – Cicero: Pro Ligario 2
Habemus papam.
„Wir haben einen Papst.“ – Mit dieser Formel wird eine erfolgreiche Papstwahl durch den Kardinalprotodiakon verkündet. Vollständig heißt sie (sofern der gewählte neue Papst ein Kardinal der römischen Kirche ist):
„Annuntio vobis gaudium magnum: habemus Papam. Eminentissimum ac reverendissimum dominum, Dominum (Vorname des Papstes), Sanctae Romanae Ecclesiae cardinalem (Nachname des Papstes), qui sibi nomen imposuit (Papstname).“
„Ich verkündige euch große Freude: Wir haben einen Papst! Den herausragendsten und hochwürdigsten Herrn, Herrn [Vorname], der Heiligen Römischen Kirche Kardinal [Nachname], welcher sich den Namen [Papstname] gegeben hat.“
Habent sua fata libelli
„Büchlein haben ihre Schicksale.“ – Terentianus Maurus. Vollständig lautet das Zitat:
„Pro captu lectoris habent sua fata libelli.“ – „Nach dem Verständnis des Lesers haben Büchlein ihre Schicksale.“

## Habes/Habet
Habes, habeberis.
„Hast du was, so giltst du was.“ – Petron, Satyricon, 77,6.
 Habet.
„Er hat“ – Einer Legende zufolge soll früher der Papst seine Männlichkeit einem Vertrauten enthüllt haben, um zu zeigen, dass er keine Frau ist. Der Vereidigte bestätigte seine Beobachtung auf dem berühmten Stuhl mit dem Wort „Habet“ – „Er hat“ (siehe Päpstin Johanna).
Siehe aber auch Hoc habet.
Habet aliquid ex iniquo omne magnum exemplum, quod contra singulos utilitate publica rependitur.
„So enthält jede große Aktion teilweise auch Ungerechtigkeit, die gegenüber dem einzelnen durch den Nutzen für die Allgemeinheit aufgewogen wird.“ (Tacitus, Annales 14.44)
Dieser Satz entspricht der Rechtsregel „Privatum incommodum publico bono pensatur.“ „Ein persönlicher Schaden wird durch das Gemeinwohl aufgewogen.“
Habet sua quemque dies.
„Einen jeden ereilt sein Tag.“ – Gaius Valerius Flaccus, Argonautica

## Hac/Haec

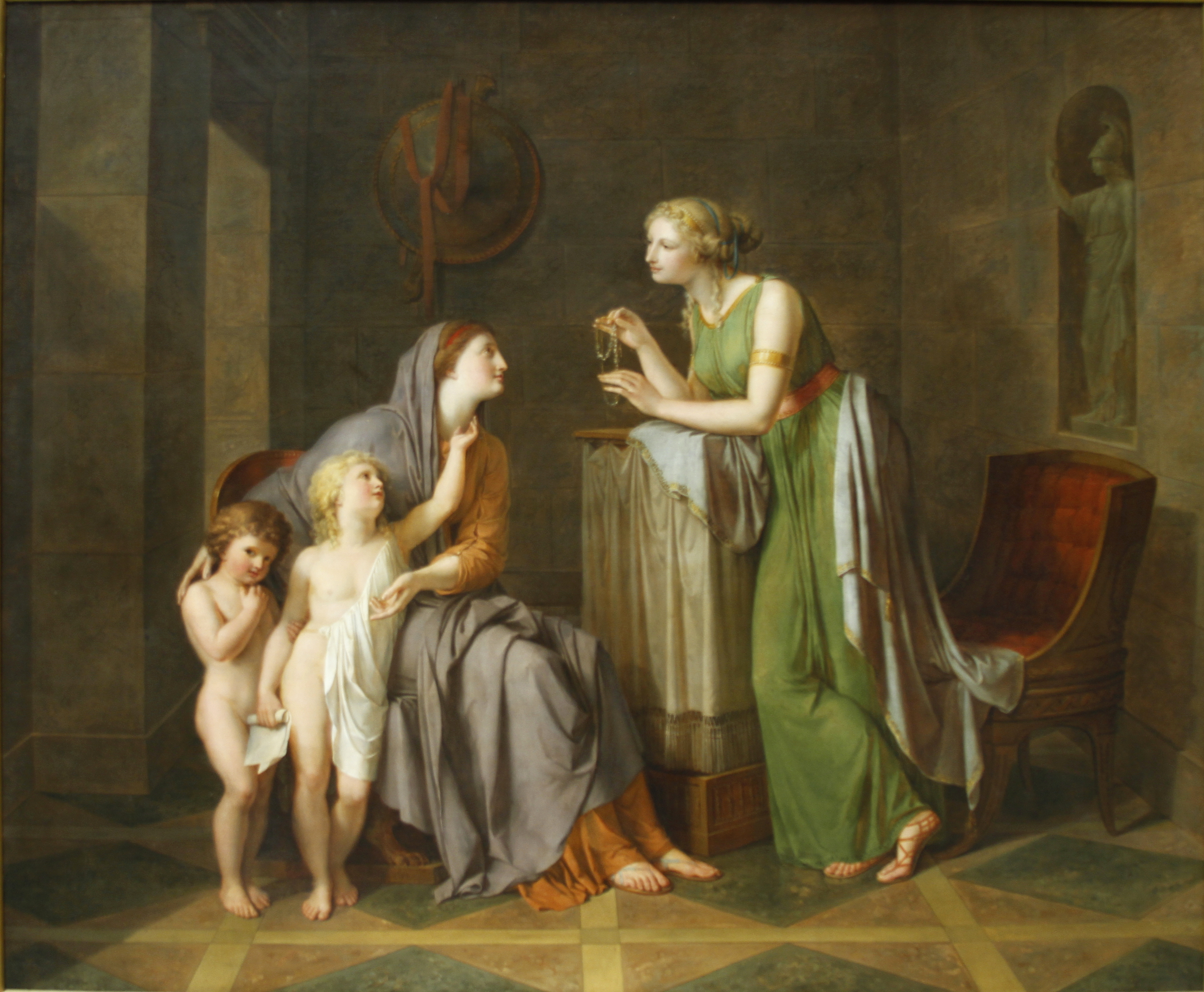
Philipp Friedrich v. Hetsch – Cornelia, die Mutter der Gracchen (1794)

Hac itur ad astra.
„Auf diesem Weg geht man zu den Sternen.“ – Seneca
Anders als bei Vergil ist hier nicht die Rede vom Weg zu Ruhm und Ehre, sondern von der Entwicklung des Menschen zum vollkommenen Weisen, also um den Aufstieg in die Sphäre des Göttlichen. Seneca entnimmt auch nicht selbst dieses etwas abgewandelte Zitat der Aeneis, sondern zitiert seinerseits einen seiner Lehrer, den stoischen Philosophen Quintus Sextius, und bezieht sich auf dessen Lehre: „Vertrauen wir also Sextius, der den schönsten Weg weist und ausruft: ‚Auf diesem Weg geht man zu den Sternen‘, auf dem an der Genügsamkeit, auf dem an der Mäßigung, auf dem am Starkmut ausgerichteten.“ Dieser Weg führt nicht nur zu den Göttern, sondern „sie laden ein und nehmen uns beim Aufstieg an der Hand. Du staunst, dass der Mensch zu den Göttern geht? Gott kommt zu den Menschen.“
Schon früher hatte Seneca den Ausdruck Vergils „sic itur ad astra“ aufgenommen; auch dort fährt er unter Bezug auf die stoische Philosophie fort: „Denn dies ist es, was mir die Philosophie verheißt, nämlich dass sie mich Gott gleich macht; dazu bin ich berufen, dazu komme!“
Haec olim meminisse iuvabit.
„Daran werden wir uns einmal gerne erinnern.“ – Aus Vergils Aeneis, wo es heißt: „Forsan et haec olim meminisse iuvabit.“ („Vielleicht werden wir uns auch daran einmal gerne erinnern.“)
Haec ornamenta sunt mea.
„Das sind meine Schmuckstücke.“ – (Valerius Maximus)
Dies sagte Cornelia, die Mutter der Gracchen, zu einer Frau, die bei ihr zu Gast war und ihren herrlichen Schmuck vorzeigte. Cornelia hielt sie hin, bis ihre beiden Söhne aus der Schule heimkamen, und bezeichnete diese als ihre Schmuckstücke.
Der Maler Philipp Friedrich von Hetsch setzte diese Szene in ein Bild um.
Haec placuit semel, haec decies repetita placebit.
„Dieses hat einmal gefallen, dieses (andere) wird bei der zehnten Wiederholung noch gefallen.“ – Horaz, de arte poetica 365.
Horaz stellt in diesem Abschnitt eine Ähnlichkeit zwischen Gedichten und Bildern fest: „ut pictura poesis“ (361).
Haec tamquam cygnea fuit eius vox et oratio.
„Das war gleichsam sein Schwanengesang.“
Ein verkürzt zitierter Satz von Cicero (de oratore 3,6). Korrekt lautet er folgendermaßen: „Illa tamquam cycnea fuit divini hominis vox et oratio.“

## Hannibal
Hannibal ante portas
„Hannibal (steht) vor den Toren.“ – Bei Cicero eigentlich: „Hannibal ad portas“ („Hannibal an den Toren“), der diese Phrase metaphorisch als Warnung vor Marcus Antonius gebrauchte.
Heute meist verkürzt zu ante portas.

## Hic

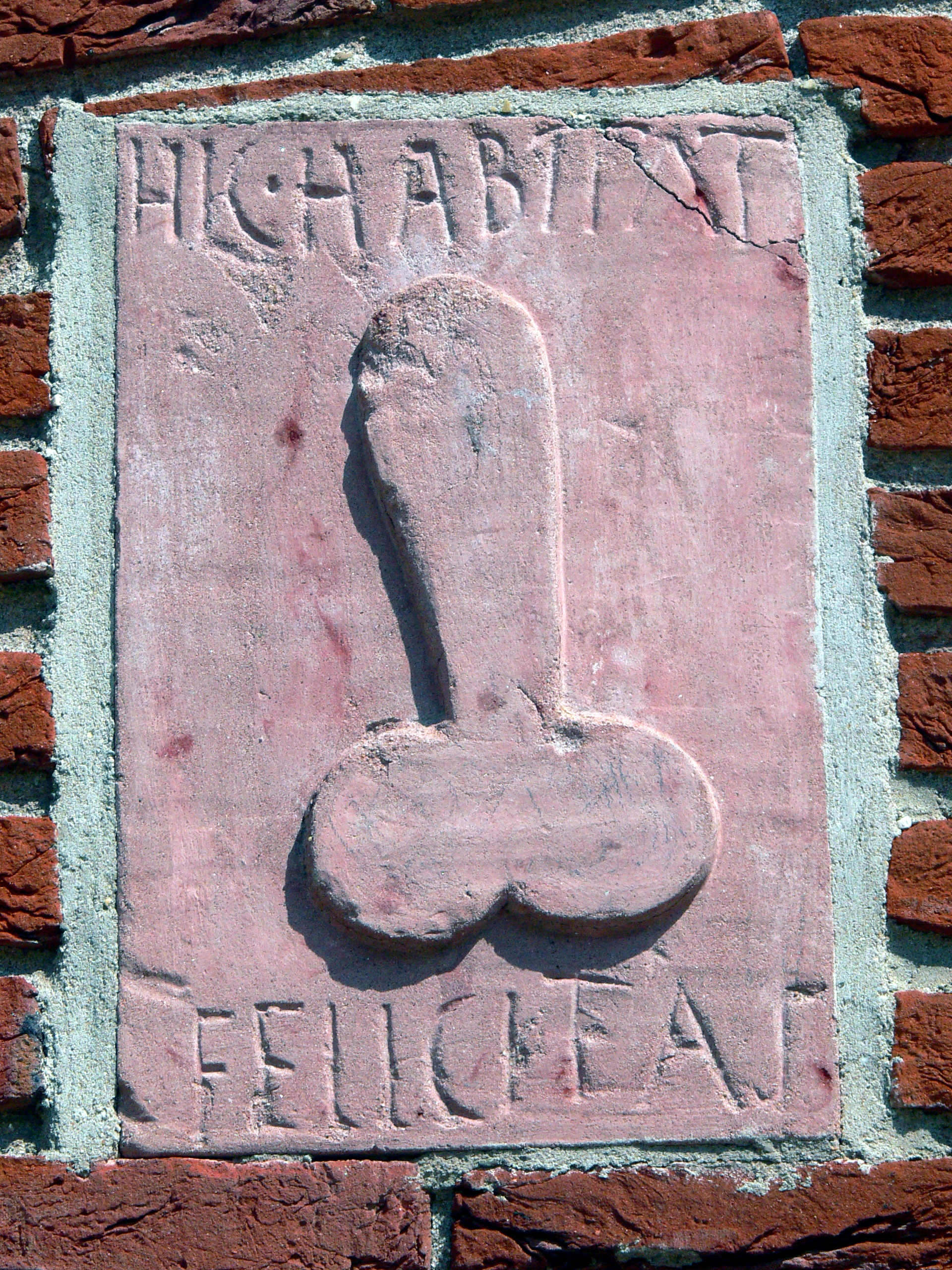
Hic habitat felicitas.

Hic Abdera.
„Hier ist Abdera.“ – Cicero charakterisierte in einem Brief an seinen Freund und Verleger Atticus eine Szene im römischen Senat mit den Worten: „Hic est Abdera non tacente me.“ („Hier war Abdera, und ich konnte nicht mehr schweigen.“)
Abdera war das antike Schilda. Christoph Martin Wieland lokalisierte seinen satirischen Roman Die Abderiten in Abdera und stellte die Narrheit der Abderiten als menschliche Grundkonstante dar.
Hic aqua haeret.
„Hier stockt das Wasser.“ – Nach der schon von Cicero als Sprichwort („ut aiunt“ – „wie man sagt“) zitierten Redewendung „aqua haeret“ („das Wasser bleibt stehen“), im Sinn von „Dabei/So geht es nicht weiter“. Cicero, de officiis 3,117.
Hic et nunc.
„Hier und jetzt.“
Hic futui bene.
„Hier habe ich gut gevögelt.“ – Graffiti in verschiedenen Lupanaren.
Hic habitat felicitas.
„Hier wohnt das Glück.“ Häufiges Graffito als Hinweis auf ein Lupanar
Hic habitat felicitas, nihil intret mali.
„Hier wohnt das Glück, nichts Schlimmes trete ein.“ – Mosaikspruch in der Eingangshalle einer römischen Villa, gefunden 1842 bei den archäologischen Grabungen am Mozartplatz in Salzburg, als das Mozartdenkmal aufgestellt wurde.
Hic iacet …
„Hier liegt …“ – Aufschrift auf Grabsteinen.
Hic latet anguis in herba.
„Hier verbirgt sich eine Schlange im Gras.“ – Auf Vergil, Ecloge 3,93 zurückgehend, wo es heißt: „Fugite hinc, latet anguis in herba.“ („Weg von hier! Eine Schlange verbirgt sich im Gras.“)
Hic locus est, partis ubi se via findit in ambas.
„Hier ist die Stelle, wo sich der Weg zweiteilt.“ – Zitat aus der Aeneis (VI,541–543) des Dichters Vergil. Der rechte Weg führt ins Elysium, der linke in den Tartarus.
 Hic locus est, ubi mors gaudet succurrere vitae.
„Hier ist der Ort, an dem der Tod sich freut, dem Leben zu helfen.“
Aufschrift in Versform (Hexameter) an vielen anatomischen Instituten und Museen, z. B. an der Anatomie der Pariser Sorbonne und der Humboldt-Universität zu Berlin.
Hic Rhodus, hic salta.
„Hier ist Rhodos, hier springe!“ – Die Worte stammen aus der Fabel „Der Prahlhans“ von Aesop und galten als Aufforderung an einen Fünfkämpfer, der immer wieder auf seine Leistungen beim Weitsprung auf Rhodos hingewiesen hatte. Als seine Gesprächspartner genug von seiner Prahlerei hatten, forderten sie ihn auf, den Sprung an Ort und Stelle zu wiederholen.
Hic sepultus …
„Hier liegt begraben …“
Hic situs est …
„Hier liegt …“
Hic sunt dracones.
Hic sunt leones.
Hic sunt leones: „Hier sind die Löwen.“ – Mit diesen Worten wurden zu Zeiten des Römischen Reiches die Gebiete jenseits der Grenzen bezeichnet. Auch auf alten Landkarten im Sinne von „terra incognita“ oder „nullius terra“.
Hic sunt dracones: „Hier sind Drachen.“ – Neuzeitliche Variation zum antiken „Hic sunt leones“.

## Hinc
Hinc illae lacrimae
„Daher die Tränen“ – Dieses geflügelte Wort wird verwendet, wenn eine nicht auf der Hand liegende Erklärung angegeben wird. In der Komödie Andria („Das Mädchen von Andros“) des Dichters Terenz bezieht sich Simo auf die Tränen seines Sohns Pamphilus beim Begräbnis einer Nachbarin. Zunächst dachte er, das sei Ausdruck einer besonderen Teilnahme. Als er aber feststellte, dass im Leichenzug die hübsche Schwester der Verstorbenen mitging, wurde ihm klar, wieso sein Sohn die Rührung vorspielte. Diese Wendung wird bereits von Cicero (Pro Caelio 25,61) und Horaz (Epistulae I,19,41) angeführt.
Hinc omne principium, huc refer exitum.
„Von hier aller Anfang, hierauf bezieh das Ende.“ – Horaz, carmina 3,6,6.
Der Dichter verweist hier darauf, dass die Römer für die „delicta maiorum“ (v. 1, „die Schuld der Väter“) büßen müssen, weil sie die Götter vernachlässigen: Ihnen ist der segensreiche Anfang Roms zu verdanken, ihnen auch alles gegenwärtige Unglück.
Hinc robur et securitas.
„Von hier (stammen) Stärke und Sicherheit.“
Motto der Schwedischen Reichsbank; in der Variante Hic robur et securitas („Hier sind Stärke und Sicherheit“) Inschrift auf der Rückseite der Bernischen Reformationsmedaille 1928 von Hans Frei zu Ehren von Niklaus Manuel.

## Hirundines
Hirundines aestivo tempore praesto sunt, frigore pulsae recedunt. Ita falsi amici.
„Die Schwalben sind im Sommer gegenwärtig, von der Kälte vertrieben, ziehen sie sich zurück. So auch die falschen Freunde.“
Dieses Diktum geht zurück auf den anonymen Verfasser eines Rhetorikhandbuchs, den sog. Auctor ad Herennium. In 4,61 bringt er den vollständigen Satz als Beispiel für eine richtig aufgebaute Analogie (similitudo):
„Ita ut hirundines aestivo tempore praesto sunt, frigore pulsae recedunt, […] item falsi amici sereno vitae tempore praesto sunt; simulatque hiemem fortunae viderunt, devolant omnes“ („So wie die Schwalben im Sommer hier sind und, von der Kälte vertrieben, abziehen, […] ebenso sind die falschen Freunde im heiteren Lebensabschnitt zugegen; sobald sie einen Schicksalswinter gesehen haben, machen sie sich alle auf und davon“).

## Historia
Historia magistra vitae.
„Die Geschichte, die Lehrerin des Lebens.“ – Cicero, de oratore 2,36.
Dort lauten die Prädikationen der Geschichte vollständig: „Historia testis temporum, lux veritatis, vitae memoriae, magistra vitae, nuntia vetustatis […]“ („Die Geschichte, die Zeugin der Zeiten, das Licht der Wahrheit, das Leben der Erinnerung, die Lehrmeisterin des Lebens, die Verkünderin alter Zeiten […]“)

## Hoc

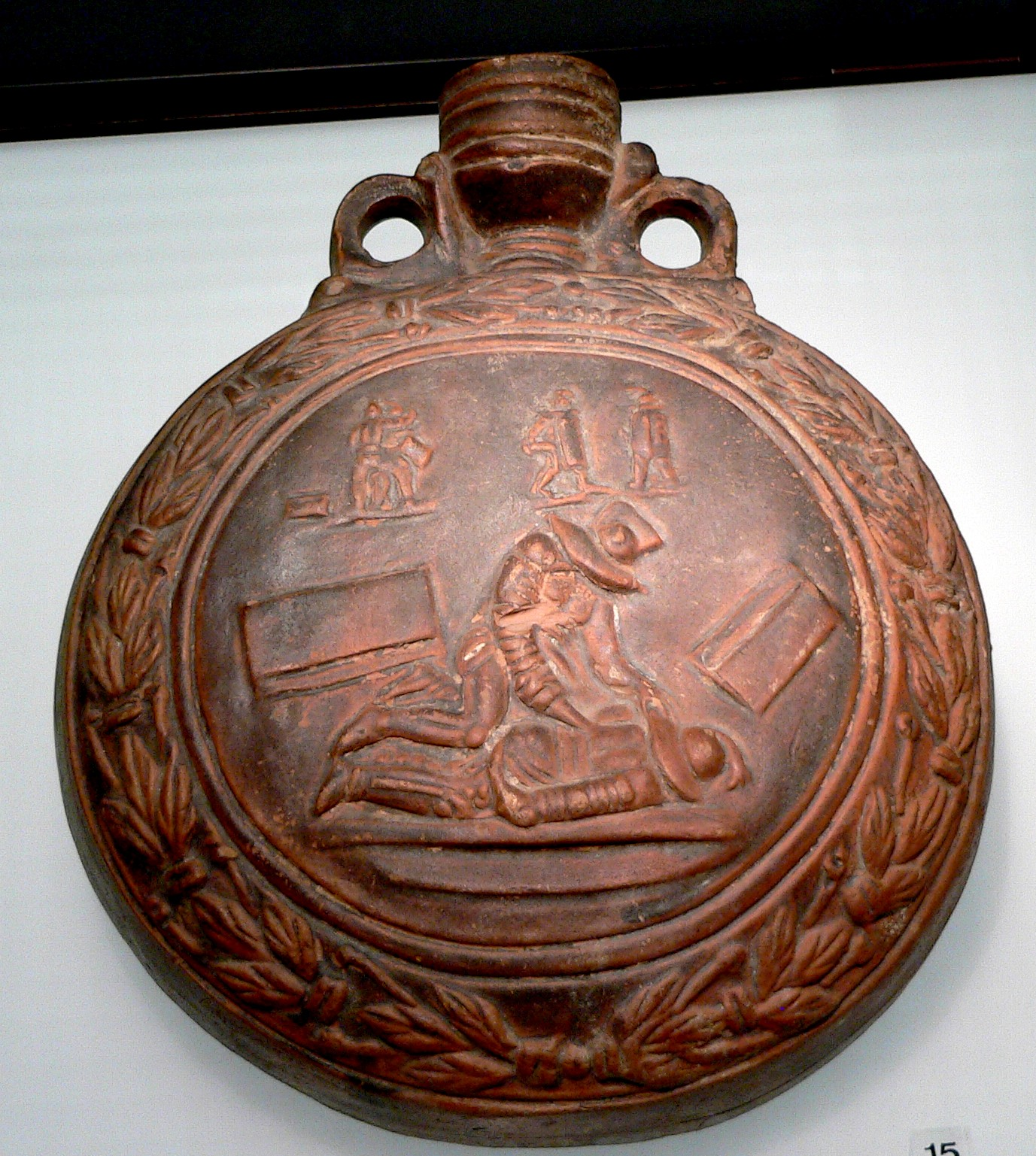
Todesstoß bei einem Gladiatorkampf – Relief einer römischen Feldflasche

Hoc decet, hoc leges duxque pudorque iubent.
„So ziemt es sich, so befehlen es die Gesetze, der Fürst und das Schamgefühl.“ – Ein Pentameter aus Ovid, ars amatoria (3,614).
Hoc erat in votis.
„Das war der Inhalt meiner Gebete.“ – Mit diesen Worten bedankt sich Horaz (Sermones 2,6,1–3), als ihm sein Gönner Maecenas ein Landgut in den Sabiner Bergen schenkte. Der ganze Satz lautet:
„Hoc erat in votis: modus agri non ita magnus, / hortus ubi et tecto vicinus iugis aquae fons / et paulum silvae super his foret.“ („Das war in meinen Gebeten: Ein Stück Land, nicht so groß, wo ein Garten wäre und neben dem Haus ein beständiger Wasserquell und obendrein ein wenig Wald.“)
Hoc est enim corpus meum.
„Denn dies ist mein Leib.“ – Aus den Konsekrationsworten der Messe. Aus diesen leise zu sprechenden, also nur undeutlich zu vernehmenden Worten entstand angeblich das Wort Hokuspokus.
Hoc habet.
„Das (gemeint: dieser Hieb) sitzt!“ Manchmal auch verkürzt nur „Habet!“
Diese geläufige Redensart kommt in der lateinischen Literatur öfter vor; z. B. Plautus, Mostellaria 715 (übertragen von einer List gesagt); Vergil Äneis 12,296; Seneca Agamemnon 901 (mit dem Zusatz „peractum est“ – „es ist vollbracht“).
Auch die Gladiatoren verkündeten mit diesem Satz, dass sie ihren Gegner tödlich getroffen hatten.
Hoc Herculi, Iovis satu edito, potuit fortasse contingere, nobis non item.
„Das konnte Herkules, weil aus der Saat des Zeus hervorgebracht, vielleicht gelingen, uns nicht ebenso.“ – Cicero, de officiis 1,118.
Cicero überliefert hier (unter Berufung auf Xenophon, Memorabilia 2,1,21), den Satz, mit dem Prodikos von Keos in der Szene mit Herakles am Scheideweg die Wahl des Lebenswegs zwischen Voluptas (Genuss) und Virtus (Heldentum) kommentierte.
Hoc libro.
„In diesem Buch hier.“
Hoc loco.
„An diesem Ort hier.“
Hoc nobis vitium maximum est, cum amamus, tum perimus.
„Das ist unser größter Fehler: Wenn wir lieben, dann gehen wir daran zugrunde.“

Hoc signo vincitur inimicus …
Wappen von Asturien

Hoc plus verere, quod licet tantum tibi.
„Fürchte du vielmehr, dass dir so viel erlaubt ist.“ – Mit diesen Worten warnt Seneca Kaiser Nero vor Übermut als dieser behauptet, er müsse sich nicht um die Götter kümmern, da er sie selbst schaffen könne.
Hoc signo vinces
„In diesem Zeichen wirst du siegen.“ – Variante von „In hoc signo vinces.“
Hoc signo vincitur inimicus; hoc signo tuetur pius.
„In diesem Zeichen wird der Feind besiegt; durch dieses Zeichen wird der Fromme beschützt“ – Flagge des spanischen Königreichs Asturien.
Hoc volo, sic iubeo.
„Das will ich, das befehle ich!“ – Der Dichter Juvenal führt in seiner Satire 6,223 diesen Befehl als typisch für herrische Frauen an. In diesem Fall fordert eine Frau von ihrem Mann die sofortige Hinrichtung eines Sklaven ohne dessen Schuld zu untersuchen. Der ganze Satz lautet: „Hoc volo, sic iubeo, sit pro ratione voluntas.“ („Das will ich, so befehle ich! Statt einer Begründung gelte mein Wille!“)

## Hodie

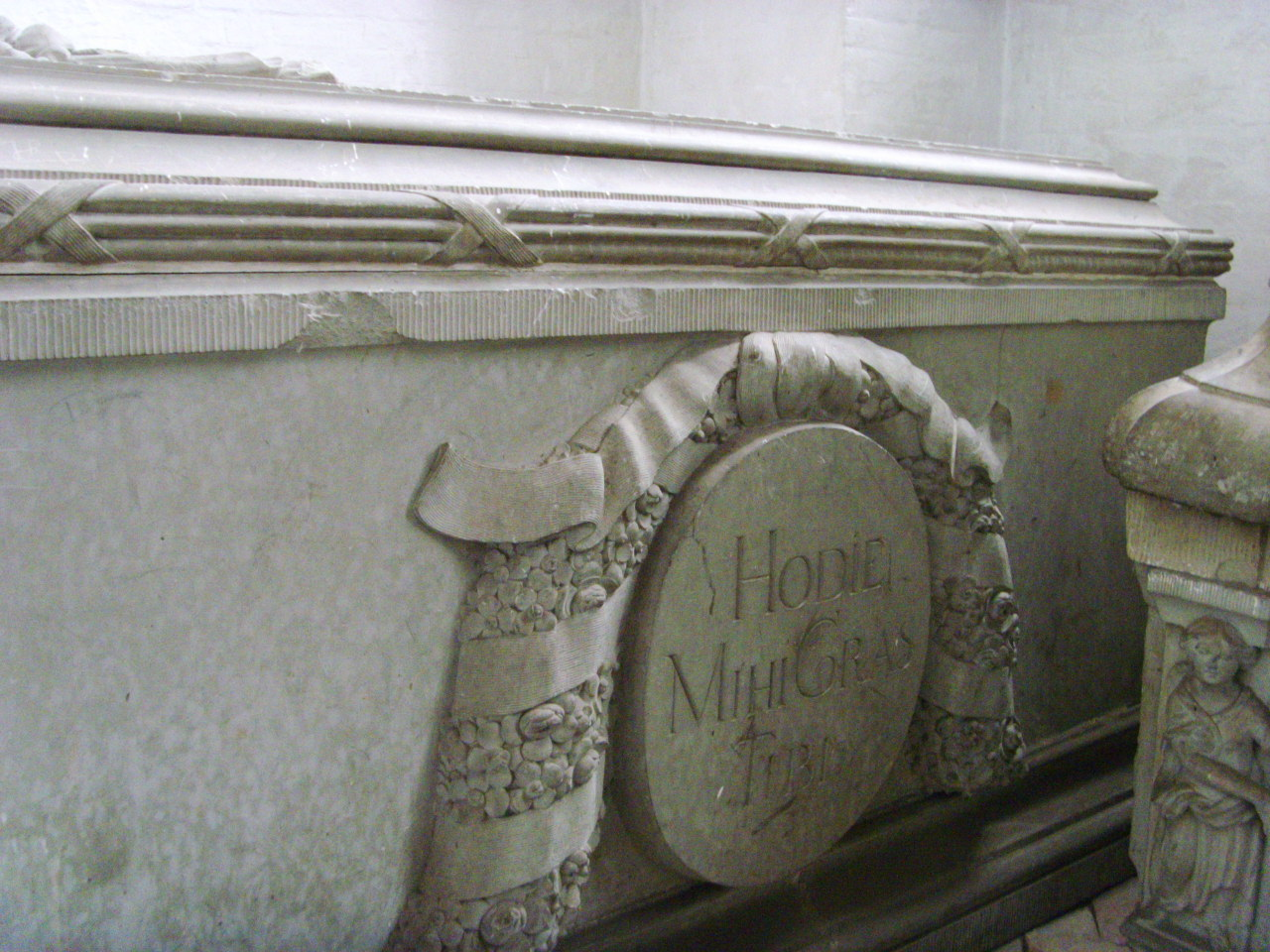
Hodie mihi, cras tibi: Ein Sarkophag im Schleswiger Dom

Hodie mihi, cras tibi.
„Heute mir, morgen dir.“ – Häufige Inschrift auf Epitaphen der Renaissancezeit, gelegentlich bei Kruzifixen.

## Hominis
Hominis appellatione tam feminam quam masculum contineri non dubitatur.
„Dass die Bezeichnung Mensch Frau ebenso wie Mann einschließt, unterliegt keinem Zweifel.“ – Pandekten 50.16.152.

## Homo

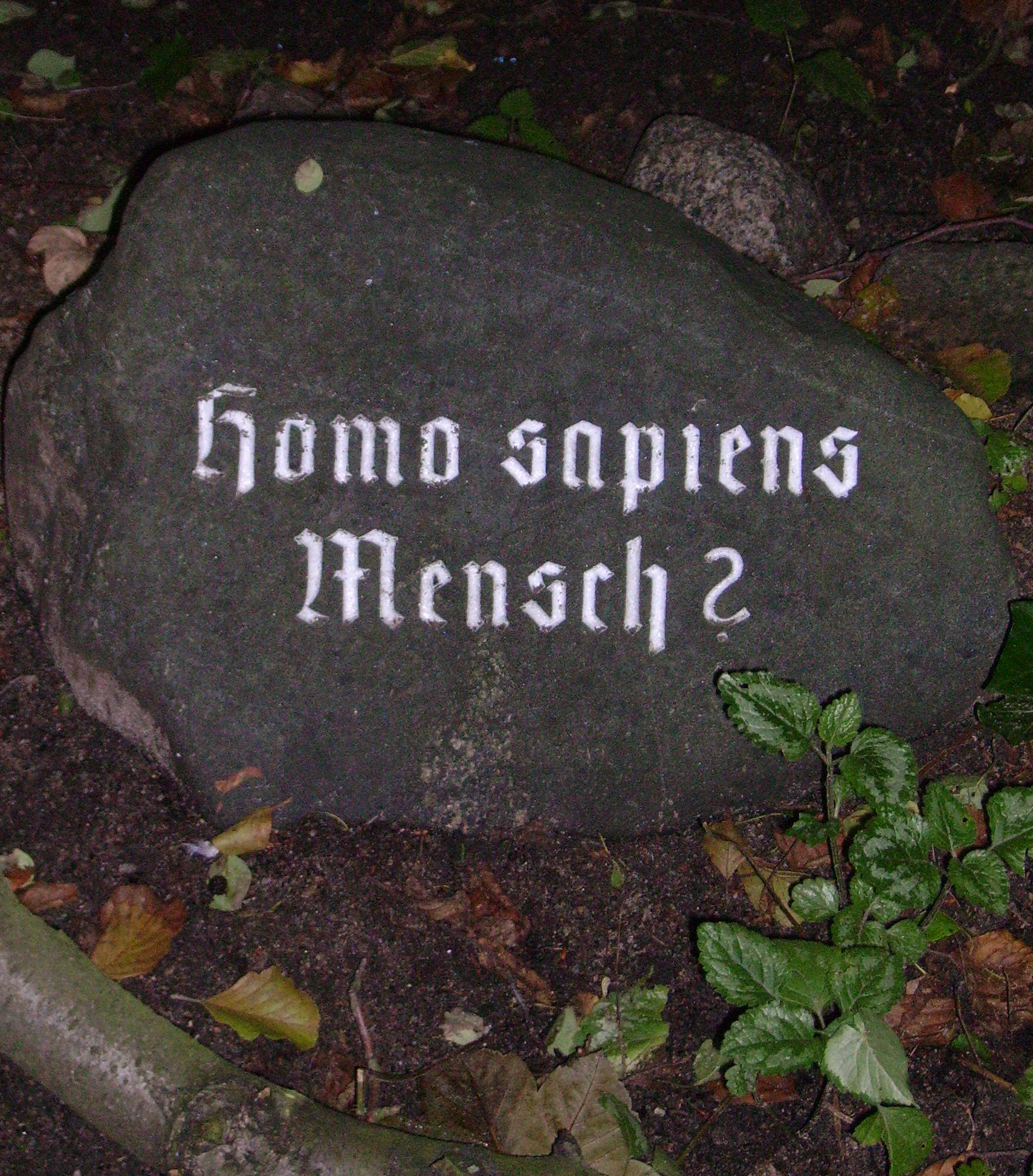
Grabstein für den Homo sapiens im Zoo Eberswalde

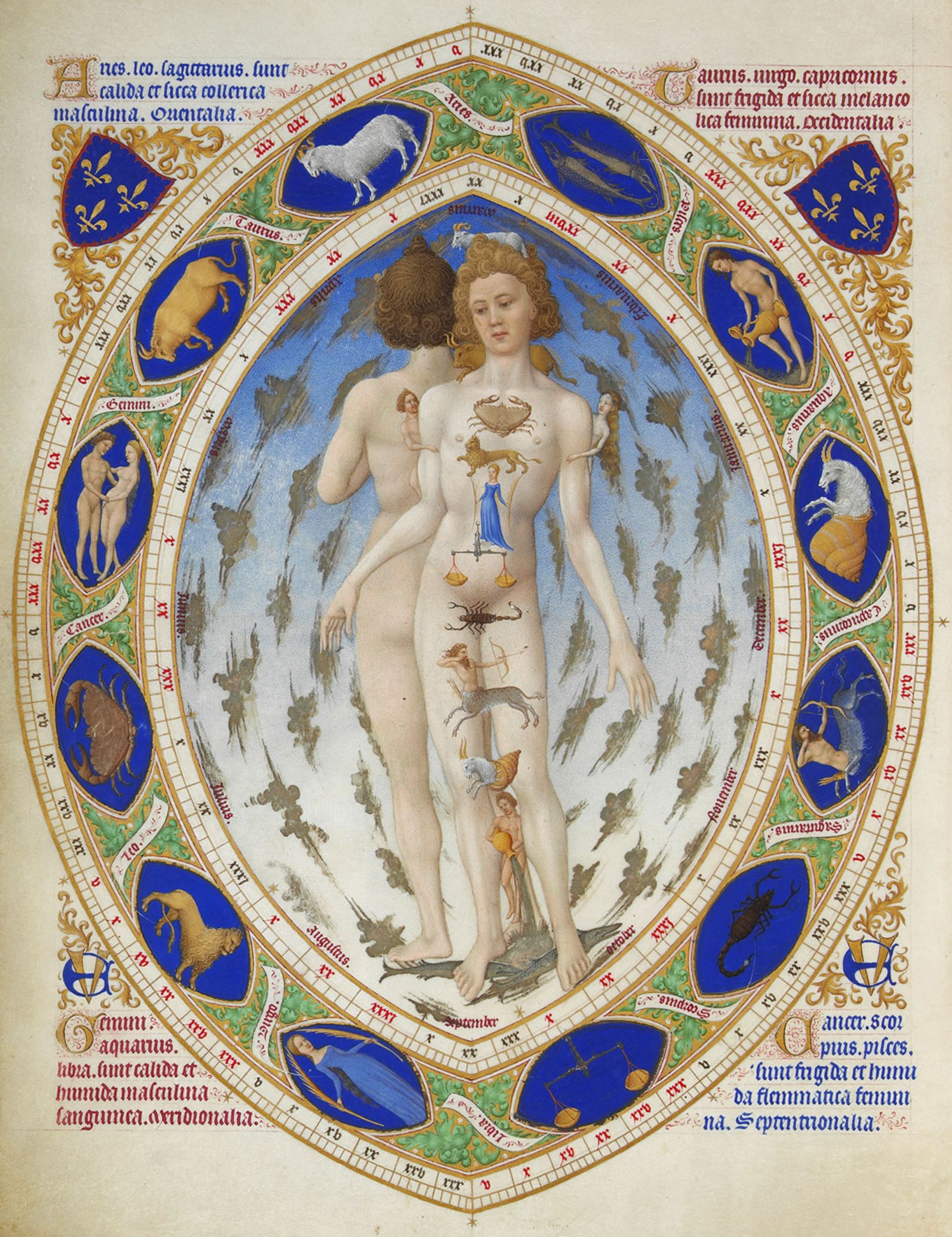
Homo signorum aus den Très Riches Heures des Herzogs von Berry

Homo bulla.
„Der Mensch ist eine Luftblase.“ – Das heißt, er ist ebenso fragil und vergänglich.
Dieser Satz begegnet in der lateinischen Literatur zuerst bei Varro (de re rustica 1,1,1), und zwar schon als Sprichwort zitiert: „ut dicitur, si est homo bulla“ („wenn, wie es heißt, der Mensch eine Luftblase ist“).
Ähnlich liest man bei Petronius (Satyrikon 42,4): „Heu eheu! Utres inflati ambulamus. […] Nos non pluris sumus quam bullae.“ („Weh, o weh! Als aufgeblasene Schläuche gehen wir umher. […] Wir sind nicht mehr wert als Luftblasen“).
Davon ausgehend findet sich diese Redensart in vielen Sprichwort-Sammlungen.
Homo doctus in se semper divitias habet.
„Ein gelehrter Mensch hat seinen Reichtum immer in sich selbst.“ – Phaedrus
Phädrus überträgt in seiner Fabel, der er den Satz als „Moral“ voranstellt, diese Erkenntnis auf Simonides von Keos. Dieser habe bei einem Schiffbruch mit der Bemerkung „mecum mea sunt cuncta“ („Ich habe alles, was mir gehört, bei mir“) es abgelehnt, sein Gepäck zu retten. Die anderen beluden sich mit ihrem Besitz und wurden beim Schwimmen in die Tiefe gezogen oder an Land von Räubern ausgeplündert, so dass Simonides zu ihnen, als er sie betteln sah, sagen konnte: „Ich habe gesagt, dass ich alles, was mir gehört, bei mir habe. Was ihr zusammengerafft habt, ist alles weg.“ („Dixi mea mecum esse cuncta; vos quod rapuistis, perit“)
Ursprünglich wurde diese Anekdote Bias, einem der Sieben Weisen, zugeschrieben.
Homo faber
„Der Mensch als Handwerker“ – Der Begriff homo faber wird in der Anthropologie benutzt, um den modernen Menschen von älteren Menschheitsepochen durch seine Eigenschaft als aktiver Veränderer seiner Umwelt abzugrenzen.
Homo faber ist ein Roman von Max Frisch, in dem die Hauptfigur Faber durch verschiedene unvorhersehbare Ereignisse innerhalb weniger Monate feststellen muss, dass seine technische Weltsicht nicht ausreichend für die Erfassung der Wirklichkeit ist.
Homo homini deus.
„Der Mensch ist dem Menschen ein Gott“ – Wurde von Thomas Hobbes dem Satz „Homo homini lupus“ gegenübergestellt:
„Profecto vtrumque vere dictum est, Homo homini deus, & Homo homini lupus. Illud si concives inter se. Hoc, si civitates comparemus.“
„In der Tat, beides ist wahr gesprochen: Der Mensch ist dem Menschen ein Gott und Der Mensch ist dem Menschen ein Wolf. Jenes, wenn wir die Bürger, dieses, wenn wir die Staaten untereinander vergleichen.“ (Widmung zu „De Cive“).
Ludwig Feuerbach hat diesen Satz als Grundsatz seiner atheistischen Religionskritik genommen.
Homo homini lupus.
„Der Mensch ist dem Menschen ein Wolf.“ – bekannteste Variante von Lupus est homo homini, wie es ursprünglich bei dem römischen Dichter Plautus heißt.
Der Satz ist sprichwörtlich geworden und wird oft zitiert, z. B. von Thomas Hobbes, der damit konkurrierendes Selbsterhaltungsstreben unter Menschen versteht. Siehe dazu auch Homo homini deus.
Homo inter faeces et urinam conceptus est.
„Der Mensch entsteht zwischen Fäkalien und Urin“ – Vom isländischen Schriftsteller Halldór Laxness in seinem Roman Das Fischkonzert verwendete Phrase, die Augustinus zugeschrieben wird, ohne indessen bei ihm nachweisbar zu sein.
Homo ludens
„Der spielende Mensch“ – Titel eines 1938 erschienenen Buchs des niederländischen Kulturkritikers Johan Huizinga. Der homo ludens entwickelt über das Spiel seine Fähigkeiten.
Homo novus
„Neuer Mensch“ – Emporkömmling. Gemeint war damit ein Mann, der als Erster aus seiner Familie das Konsulat bekleidete.
Homo oeconomicus
„Der wirtschaftende Mensch“ – Normaltyp eines Menschen, der seine Handlungen rational ausrichtet und seine Entscheidungen nach dem ökonomischen Prinzip zur Maximierung seines persönlichen Nutzens trifft.
Homo pro se
„Ein Mensch für sich“ – Bezeichnung für Erasmus von Rotterdam in den so genannten Dunkelmännerbriefen.
Homo proponit, sed deus disponit.
„Der Mensch schlägt vor, aber Gott ordnet an“ oder „Der Mensch plant, aber Gott bestimmt.“ – Thesaurus proverbiorum medii aevi, S. 159, Nr. 436. Der Spruch von Thomas a Kempis (Imitatio Jesu Christi, I, 19, 2) wird im Deutschen oft mit „Der Mensch denkt, [aber] Gott lenkt“ wiedergegeben.
Bertolt Brecht persifliert dieses Diktum, wenn er in seinem Drama Mutter Courage und ihre Kinder die Mutter Courage singen lässt: „Der Mensch denkt: Gott lenkt. / Keine Red davon!“
Homo sacra res homini
„Der Mensch, etwas Heiliges für einen Menschen“ (Seneca)
Homo sapiens
„Der vernunftbegabte Mensch“ – wissenschaftlicher Name der heute lebenden Menschenart
Homo signorum
„Tierkreiszeichenmann“ – Die bildliche Darstellung der vormodernen, auf Astrologie basierenden Medizin, die die Regionen des menschlichen Körpers den zwölf Tierkreiszeichen zuordnete.
Homo sine religione sicut equus sine freno.
„Ein Mensch ohne Religion ist wie ein Pferd ohne Zügel.“
Homo sociologicus
„Der Mensch als gesellschaftliches Wesen“ – Titel eines Buchs von Ralf Dahrendorf.
Homo sum. Humani nil a me alienum puto.
„Ich bin ein Mensch. Nichts Menschliches halte ich für mir fremd.“ – Zitat aus dem Heautontimorumenos (77) des römischen Dichters Terenz. Oft zitiert als „(…) Nichts Menschliches ist mir fremd.“
Seneca zitiert diesen Ausspruch in einem Brief an Lucilius (95, 53) an jener Stelle, in der er die Menschen in der Gesellschaft mit den Steinen eines Gewölbes vergleicht.
Homo totiens moritur, quotiens amittit suos.
„Der Mensch stirbt, sooft er Angehörige verliert.“ – Zitat aus den Schriften des Dichters Publilius Syrus

## Honeste
Honeste vivere, neminem laedere, suum cuique tribuere.
„Ehrlich leben, niemandem schaden, jedem das Seine zukommen lassen.“ – Aus Ulpian – Grundlegung des Begriffs der Verteilungsgerechtigkeit und Verhältnismäßigkeit

## Honora
Honora patrem tuum et matrem, sicut praecepit tibi Dominus Deus tuus, ut longo vivas tempore et bene sit tibi in terra, quam Dominus Deus tuus daturus est tibi.
„Ehre deinen Vater und deine Mutter, wie es dir der Herr, dein Gott gelehrt hat, damit du lange lebst in dem Land, das der Herr, dein Gott, dir geben wird.“ – Viertes Gebot.

## Honores/Honoris
Honores mutant mores.
„Ehren ändern die Sitten“ – Hohe Ämter verändern den Charakter. (Zenobius Vulgatus 1, 22)
Honoris causa (h. c.)
„Ehrenhalber“ – Bezeichnet gewöhnlich einen akademischen Titel, der von einer Universität ehrenhalber verliehen wird. Hat eine Person mindestens drei Ehrendoktortitel verliehen bekommen, so ist die Abkürzung h. c. mult. üblich, was für honoris causa multiplex steht.

## Honos
Honos est praemium virtutis.
„Ehre ist der Lohn der Tüchtigkeit.“ – Zitat aus Cicero, Brutus 281.
Honos habet onus.
„Würde hat Bürde.“
Honos honestum decorat, inhonestum notat.
„Was Edle ziert, ist des Unedlen Brandmal“ – Zitat aus den Sentenzen des Publilius Syrus

## Hora/Horae/Horas
Hora fugit, carpe diem.
„Die Stunden fliehen, nutze den Tag.“
Hora somni (h. s.)
„Zur Schlafenszeit“ – bei ärztlichen Verschreibungen
Horae vulnerant, ultima necat.
„Alle Stunden verletzen, die letzte tötet.“
Horas non numero nisi serenas.
„Die Stunden zähle ich nicht, wenn sie nicht heiter sind“ –  „Ich zähle nur die heiteren Stunden.“ Aufschrift auf Sonnenuhren, von der das deutsche Sprichwort „Mach es wie die Sonnenuhr, zähl die heit’ren Stunden nur“ hergeleitet ist.

## Horribile
Horribile auditu
„Schrecklich zu hören“
Horribile dictu
„Schrecklich zu sagen“
Horribile visu
„Schrecklich zu sehen“
Die seltene Verbform auditu/dictu/visu steht im Supinum II.

## Horror
Horror vacui
„Schrecken der Leere“ – Furcht vor dem leeren Raum.

## Hosanna
Hosanna in excelsis.
„Hosanna in der Höhe.“ – Aus dem Sanctus der katholischen Liturgie. Hosianna oder Hosanna ist ein hebräischer Jubelruf („Hilf doch!“).

## Hostes
Hostes hi sunt, qui nobis aut quibus nos publice bellum decrevimus; ceteri latrones aut praedones sunt.
„(Staats-)Feinde  sind diejenigen, die uns oder denen wir von Staats wegen den Krieg erklärt haben; die übrigen sind Wegelagerer oder Räuber.“ – Pandekten 10,16,18.
Im römischen Recht war eine der Voraussetzungen für ein Bellum iustum die formale Erklärung des Kriegs.

## Huc
Hucusque auxiliatus est nobis Dominus.
„Bis hierher hat uns der Herr geholfen.“ – 1 Samuel 7,12.
Wahlspruch von Abt Placidus II. Seitz von Kloster Ettal, der die schulische Tradition Ettals ins Leben rief.

## Humanae/Humanas/Humanum
Humanae Vitae
„Menschliches Leben“ – Letzte Enzyklika des Papstes Paul VI. aus dem Jahr 1968, mit der er die Lehre seiner Vorgänger bestätigt, „dass jeder einzelne eheliche Akt (quilibet matrimonii usus) nur dann sittlich gut ist, wenn er für die Weitergabe des Lebens offen bleibt“:
„Humanae vitae tradendae munus gravissimum.“
„Das menschliche Leben weiterzugeben ist eine überaus ernste Pflicht/Aufgabe.“
Humanas actiones non ridere, non lugere neque detestari, sed intellegere studui.
„Ich habe mich bemüht, die menschlichen Handlungen nicht zu belachen, nicht zu betrauern und nicht zu verabscheuen, sondern zu verstehen.“ – Zitat aus dem Tractatus politicus des Philosophen Spinoza (l,4)
Humanum est errare.
„Irren ist menschlich.“ – Variante von „Errare humanum est.“
Humanum est peccare, sed perserverare diabolicum.
„Sündigen ist menschlich, aber im Irrtum zu verharren ist teuflisch.“

## Hunc
Hunc spiritum, ignotum hactenus, novo nomine gas voco.
„Diesen Geist, bisher unbekannt, bezeichne ich mit dem neuen Namen ‚Gas’.“ – Mit diesen Worten führt der belgische Forscher Johan Baptista van Helmont das Wort Gas, abgeleitet vom griechischen Wort Chaos, in die Sprache der Wissenschaft ein. Er lehnte sich dabei an das griechische, im Niederländischen sehr ähnlich ausgesprochene griechische Wort χάος („Chaos“) an:
„Ideo paradoxi licentia, in nominis egestate, halitum illum gas vocavi, non longe a chao veterum secretum.“
„In Ermangelung eines Namens habe ich mir die Freiheit zum Ungewöhnlichen genommen, diesen Hauch Gas zu nennen, da er sich vom Chaos der Alten nur wenig unterscheidet.“